# Рабу
Рабу́ (фр. Rabou, окс. Rabòu) — коммуна во Франции, находится в регионе Прованс — Альпы — Лазурный Берег. Департамент коммуны — Верхние Альпы. Входит в состав кантона Гап-Кампань. Округ коммуны — Гап.
Код INSEE коммуны — 05112.

## Население
Население коммуны на 2008 год составляло 77 человек.
| 1962 | 1968 | 1975 | 1982 | 1990 | 1999 | 2008 | 2010 |
| ---- | ---- | ---- | ---- | ---- | ---- | ---- | ---- |
| 33   | 34   | 33   | 31   | 46   | 67   | 77   | 79   |

## Экономика
В 2007 году среди 56 человек в трудоспособном возрасте (15—64 лет) 44 были экономически активными, 12 — неактивными (показатель активности — 78,6 %, в 1999 году было 70,5 %). Из 44 активных работали 35 человек (19 мужчин и 16 женщин), безработных было 9 (7 мужчин и 2 женщины). Среди 12 неактивных 7 человек были учениками или студентами, 2 — пенсионерами, 3 были неактивными по другим причинам.